# Baja emisividad
La baja emisividad (baja e o bajo emisividad térmica) se refiere a una condición de la superficie que emite niveles bajos de energía térmica radiante (calor).  Todos los materiales absorben, reflejan y emiten energía radiante según la ley de Planck,  pero aquí, la preocupación primaria es un intervalo de longitud de onda especial de energía radiante, denominado radiación térmica de materiales.  En el uso común, especialmente en la construcción, el foco se centra en la gama de temperaturas de aproximadamente -40 a +80 grados Celsius, pero en la ingeniería de procesos aeroespacial e industrial, se tiene en cuenta un abanico mayor de preocupaciones prácticas.